# Adelinde Cornelissen
Adelinde Cornelissen (ur. 8 lipca 1979 r. w Beilen, Drenthe) – wielokrotnie nagradzana  holenderska zawodniczka jeździectwa, startująca w konkurencji ujeżdżenie.

## Kariera
Jako junior, startując w konkurencjach ujeżdżeniowych zdobyła wiele tytułów krajowych W 2004 roku zdobyła jako senior swój pierwszy tytuł na poziomie krajowym.
Została wybrana do kadry reprezentacji Holandii na Letnie Igrzyska Olimpijskie 2008 w Pekinie jako zawodnik rezerwowy.
Na Mistrzostwach Europy w Ujeżdżeniu w Windsorze w Wielkiej Brytanii w 2009 roku na wałachu Parzival wywalczyła zespołowo i indywidualnie złoty medal (Grand Prix Special), a w Grand Prix Freestyle - srebrny.
W 2010 roku na  FEI World Equestrian Games Parzival uległ kontuzji (koń na skutek krwawienia z przygryzionego języka zostaje zgodnie z zasadami automatycznie wykluczony).
W 2011 zawodniczka wygrała na tym samym koniu Finał Pucharu Świata w Lipsku w programie freestyle ujeżdżenia, zdobywając jednocześnie Grand Prix. Na Mistrzostwach Europy w Ujeżdżeniu w Rotterdamie w 2011 wygrała z Parzivalem indywidualne złoto, z holenderskim zespołem zdobyła brązowy medal.